# 約翰·梅迪
朱利葉斯·麥可·約翰·梅迪（英語：Julius Michael John Madey，1943年2月28日—2016年6月5日）是一位美國物理學家，曾任夏威夷大學馬諾阿分校教授、杜克大學自由電子雷射實驗室主任、史丹佛大學教授。他最著名事蹟是1970年代在斯坦福大學發明自由電子激光器（FEL） 。

## 生平

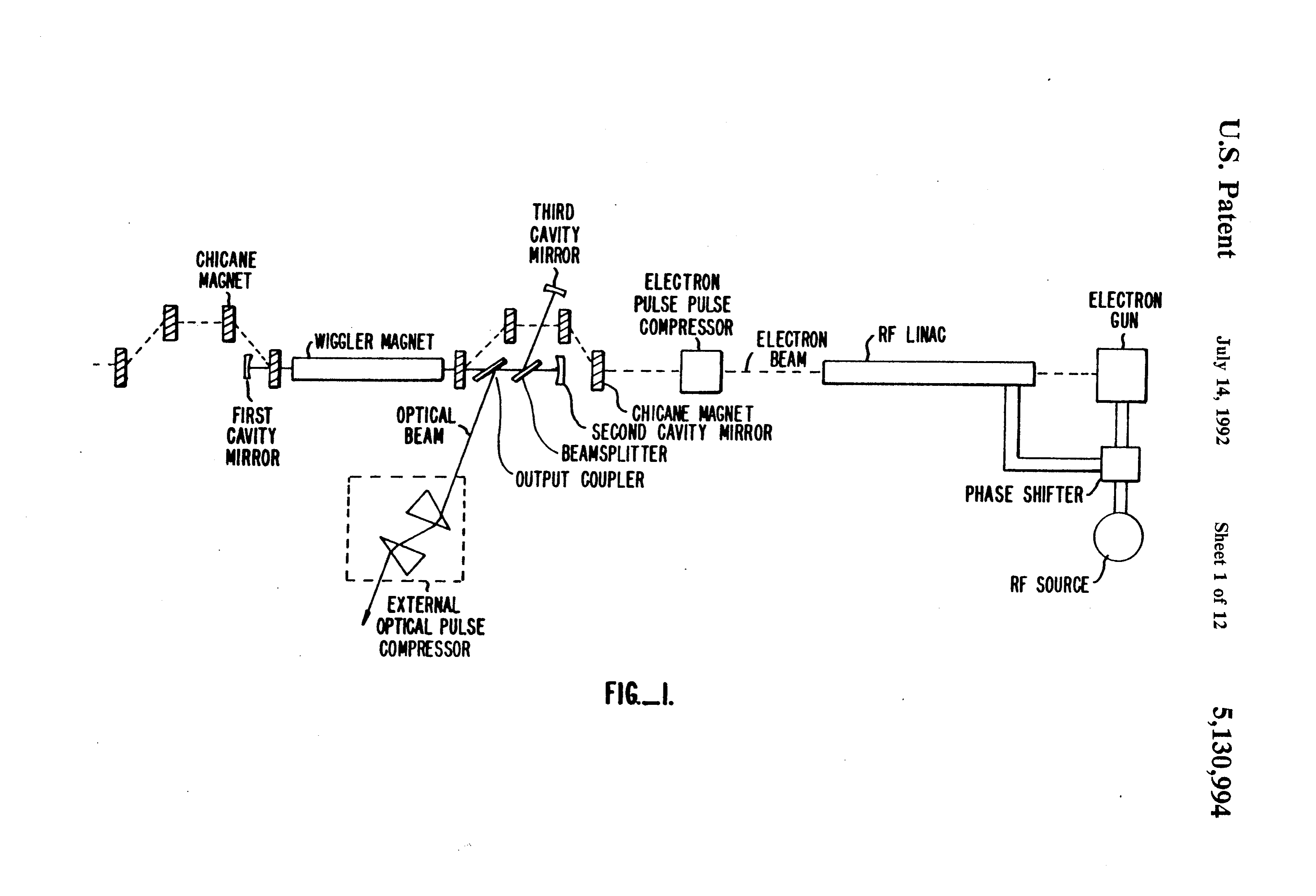
梅迪的自由電子激光器的专利 (US 5130994),於1991年6月25日提交，1992年7月14日发布。

約翰·梅迪在新澤西州克拉克成長，和哥哥朱爾斯對收音機產生興趣。1956年，約翰在南極傳送訊息給業餘無線電美國的家人及朋友。約翰·梅迪於1964年和1965年在加州理工學院獲得物理學學士學位和量子電子學碩士學位。他在斯坦福大學攻讀博士學位期間繼續思考受激發射問題，並發明自由電子激光器。他於1970年獲得博士學位，1986年被任命為電氣工程教授  。
約翰·梅迪之後離開斯坦福大學，在杜克大學物理系擔任教授。1989年，約翰·梅迪將自由電子激光器研究實驗室移動至杜克大學。
約翰·梅迪在杜克大學擔任將自由電子激光器研究實驗室主任將近十年之久。在此期間，實驗室獲得研究資金，繼續取得科學突破。然而，約翰·梅迪和杜克大學之間產生了爭議。杜克大學認為約翰·梅迪沒有有效地管理實驗室，導致外界對於實驗室出現負面評論。約翰·梅迪認為，杜克大學試圖將該實驗室的設備用於某些政府資助範圍之外的研究領域，因為他持反對意見所以杜克大學試圖解除主任一職。杜克大學最終在1997年解除約翰·梅迪實驗室主任的職務，並產生專利侵權行為。由於約翰·梅迪退出實驗室，並於1998年離開杜克大學。然而，杜克大學繼續操作實驗室中的設備，約翰·梅迪控告杜克大學侵犯他的兩項專利，並加以索賠。
後來聯邦巡迴上訴法院作出有利於約翰·梅迪的歷史判決，終止科學家自由借用技術專利用於非商業用途的基礎研究。